# Loch Fitty
Loch Fitty ist ein Süßwassersee in der schottischen Council Area Fife. Er liegt zwischen den Kleinstädten Cowdenbeath und Dunfermline. Im Umkreis weniger Kilometer befinden sich auch Loch Ore und Loch Gelly.

## Beschreibung
Der See liegt auf einer Höhe von 125 Metern über dem Meeresspiegel. Loch Fitty weist einen länglichen Umriss mit einer maximalen Länge von 1,5 Kilometern bei einer maximalen Breite von 520 Metern auf, woraus sich eine Fläche von 62 Hektar und ein Umfang von vier Kilometern ergeben. An seinem Westufer mündet ein knapp sechs Kilometer langer Bach aus den Roscobie Hills ein, welcher das Volumen von 1.435.660 Kilolitern speist. Das Einzugsgebiet von Loch Fitty beträgt 1912 Hektar. Er besitzt eine durchschnittliche Tiefe von 2,3 Metern und eine maximale Tiefe von 4,9 Metern. Am Ostufer fließt der Lochfitty Burn ab, der über Ore und Leven in den Firth of Forth entwässert.
Loch Fitty besitzt Populationen von Forellen und weiteren Fischen und ist bei Anglern beliebt.